# Indennità di mobilità
Con indennità di mobilità si indica in Italia una prestazione di disoccupazione che viene riconosciuta ai lavoratori che abbiano perduto il posto di lavoro, a seguito di licenziamento, e che risultino iscritti nelle liste di mobilità.
La legge n. 92/2012 ha previsto il graduale abbandono dell'indennità di mobilità. Dal 1º gennaio 2017 essa è sostituita dalla NASpI.

## Disciplina generale
La norma fondamentale di disciplina è la legge 23 luglio 1991 n. 223. Data la particolarità della prestazione, la legge menzionata prevede disposizioni particolari per ciò che concerne i requisiti soggettivi ed oggettivi che i lavoratori debbono far valere per accedere a tale prestazione e una procedura particolare che l'azienda deve eseguire prima di procedere ai licenziamenti di tutti o parte dei propri dipendenti.
Essa sancisce il diritto di prelazione (della durata di 6 mesi) all'assunzione dei lavoratori in mobilità da parte dello stesso datore di lavoro che, superato il periodo di crisi, si ritrovi nella necessità di assumere nuovi lavoratori; vale a dire che l'azienda deve dare la precedenza ai propri ex dipendenti ancora iscritti alle liste di mobilità e che nel frattempo non abbiano trovato altro lavoro.
Per tutto ciò che non è disciplinato dalla legge numero 223/1991, l'articolo 7, comma 12, rinvia alla normativa generale dell'assicurazione obbligatoria contro la disoccupazione involontaria.
È una prestazione che ha una durata più lunga delle altre prestazioni di disoccupazione, come per esempio la cassa integrazione, e che, prevedendo alcuni benefici particolari in favore delle aziende che intendano assumere dalle liste di mobilità i lavoratori iscritti, quali libertà di assunzione a tempo determinato, sgravi contributivi e finanziamenti alle imprese, facilita la ricollocazione dei lavoratori da un'azienda a un'altra.
Contestualmente all'invio delle lettere di licenziamento, il datore di lavoro, deve comunicare ai sindacati e all'Ufficio provinciale del lavoro e massima occupazione (UPLMO), la lista con relativi dati anagrafici dei lavoratori licenziati e il resoconto dei criteri di scelta applicati per aver licenziato quel lavoratore piuttosto che l'altro.
La mobilità è pari:
- per i primi 12 mesi: 100% del trattamento di cassa integrazione straordinaria percepito o che sarebbe spettato nel periodo immediatamente precedente il licenziamento, nei limiti di un importo massimo mensile.
- per i periodi successivi: 80% del predetto importo.

In ogni caso l'indennità di mobilità non può superare un importo massimo mensile determinato di anno in anno, importo che dal 1º gennaio 2009, in relazione ai soli licenziamenti successivi al 31 dicembre 2008, è di € 886,31 lordi mensili (netto € 834,55), elevato a € 1 065,26 lordi mensili (netto € 1 003,05) per i lavoratori che possano far valere una retribuzione lorda mensile superiore a € 1 917,48. L'indennità è pagata ogni mese dall'INPS direttamente al lavoratore ed è sospesa quando l'interessato è assunto con contratto a tempo determinato o a tempo parziale. Gli anni di mobilità sono considerati come coperti dalla contribuzione figurativa e vengono quindi considerati utili per l'accesso alle prestazioni pensionistiche.
Il trattamento si interrompe quando l'interessato:
1. viene cancellato dalle liste di mobilità;
2. viene assunto con contratto a tempo indeterminato;
3. raggiunge il diritto alla pensione di vecchiaia, o diventa titolare di pensione di anzianità o anticipata, ovvero di pensione di inabilità o di assegno di invalidità senza aver optato per l'indennità di mobilità.

L'indennità compete a tutti i dipendenti licenziati da imprese industriali che occupino più di quindici dipendenti, oppure da imprese commerciali che occupino più di cinquanta dipendenti.

## Procedura di mobilità

### Attivazione della procedura
La legge n. 223/1991 ha introdotto, quindi, una nuova prestazione di disoccupazione, chiamata “indennità di mobilità”, prestazione che spetta soltanto ai lavoratori licenziati da aziende rientranti nel campo di applicazione della disciplina dell'intervento straordinario di integrazione salariale e appartenenti a particolari settori dell'attività produttiva. L'azienda che non è in grado di garantire l'occupazione di tutti i lavoratori può iniziare la procedura di mobilità, stabilita dall'articolo 4 della legge n. 223/1991, individuando il numero delle eccedenze e dandone comunicazione alle rappresentanze sindacali, nonché alle rispettive associazioni di categorie e agli Uffici del lavoro, per un esame della situazione. Esaurita la procedura, l'azienda può procedere al licenziamento dei lavoratori ritenuti eccedenti e gli Uffici del lavoro che procedono all'iscrizione degli stessi nelle liste di mobilità.

### Assenza di attivazione della procedura
L'articolo 4, comma 1, della legge 19 luglio 1993 n. 236, che, fino al 31 dicembre 1994 (data da ultimo prorogata al 31 dicembre 2002), nella lista di mobilità di cui all'articolo 6, comma 1, della legge n. 223/1991, possono essere iscritti i lavoratori licenziati per giustificato motivo oggettivo connesso a riduzione, trasformazione o cessazione di attività o di lavoro, da imprese, comprese quelle artigiane, o da cooperative di produzione e lavoro, che occupino anche meno di 15 dipendenti. Tale iscrizione non dà titolo all'indennità di mobilità di cui all'articolo 7 della legge n. 223/1991.
In caso di mancata attivazione della procedura di mobilità da parte di una delle aziende, rientranti nel campo di applicazione della disciplina dell'intervento del trattamento straordinario di integrazione salariale, che facciano valere il requisito numerico stabilito per ogni settore, il Ministero del lavoro e delle politiche sociali ha precisato, con circolare n. 186 del 10 novembre 2000 in base a quanto affermato su tale materia dalla Corte costituzionale, con sentenza n. 6 del 18-21 gennaio 1999, che:

## Aziende destinatarie della mobilità
Attualmente possono beneficiare di tale indennità i lavoratori licenziati da aziende dei seguenti settori:
- Industria: con più di 15 dipendenti nel semestre precedente l'avvio della procedura di mobilità (articolo 1, comma 1, della legge n. 223/1991);
- Commercio: a seconda del numero di dipendenti:

- con più di 200 dipendenti nel semestre precedente l'avvio della procedura di mobilità (articolo 12, comma 3, della legge n. 223/1991);
- con più di 50 dipendenti e fino a 200 nel semestre precedente l'avvio della procedura di mobilità (articolo 7, comma 7, della legge 19 luglio 1993, n. 236, e successive modificazioni ed integrazioni), l'indennità è stata riconosciuta dal 1º gennaio 1993 al 31 dicembre 2002;
- Agenzie di viaggi e turismo, compresi gli operatori turistici, con più di 50 dipendenti
- Istituti di vigilanza:, con più di 15 dipendenti, nel semestre precedente l'avvio della procedura di mobilità (articolo 7, comma 7, della legge 19 luglio 1993, n. 236, e successive modificazioni ed integrazioni), l'indennità è stata riconosciuta dal 1º gennaio 1993 al 31 dicembre 2002;
- Aziende costituite per l'espletamento di attività logistica, che occupino più di 200 dipendenti, o che occupino più di 50 dipendenti fino a 200, l'indennità segue le disposizioni valide per il commercio (circ. n. 71 del 28 marzo 2000, punto B);
- Aziende artigiane dell'indotto: nel caso in cui anche l'azienda “committente” sia stata costretta a fare ricorso alla mobilità;
- Cooperative di lavoro che svolgano le attività comprese nei settori produttivi rientranti nel campo di applicazione della disciplina relativa all'indennità di mobilità, soggette agli obblighi della correlativa contribuzione, ai sensi dell'articolo 24, comma 4, della legge 24 giugno 1997, n. 196 (circ. n. 175 del 31 luglio 1997 e circ. n. 148 del 7 luglio 1998).

Tali aziende, pertanto, hanno facoltà di avviare la procedura di mobilità, al termine della quale procedono al licenziamento dei lavoratori, entro cento venti giorni, salvo diversa indicazione contenuta nell'accordo sindacale, come stabilito dall'articolo 8, comma 4, della legge n. 236/1993.

## Soggetti beneficiari
Possono beneficiare dell'indennità di mobilità i seguenti lavoratori:
- operai, impiegati e quadri (articolo 16, comma 1, della legge n. 223/1991), collocati in mobilità dalle aziende di cui al punto 3; sono esclusi gli apprendisti, i dirigenti, i lavoratori occupati in attività stagionali, anche di fatto, o saltuarie, e quelli assunti con contratto di lavoro a tempo determinato;
- lavoratori dipendenti da imprese cooperative e loro consorzi che trasformano, manipolano e commercializzano prodotti agricoli e zootecnici in quanto anche nei loro confronti si applicano, ai sensi dell'articolo 3 della legge 15 giugno 1984, n. 240, limitatamente alla cassa integrazione guadagni, ordinaria e straordinaria, le disposizioni del settore dell'industria;
- soci lavoratori delle cooperative di lavoro, ai sensi dell'articolo 24, comma 4, della legge 24 giugno 1997, n.196, che svolgono le attività comprese nei settori produttivi rientranti nel campo di applicazione della disciplina relativa all'indennità di mobilità stessa e soggette agli obblighi della correlativa contribuzione (circ. n. 175 del 31 luglio 1997, e circ. n. 148 del 7 luglio 1998).
- lavoratori a domicilio: In proposito, la Corte di Cassazione a Sezioni Unite, con sentenza n. 106/01 del 1º dicembre 2000/12 marzo 2001, ha affermato che

(Ved anche circolare del Ministero del lavoro e delle politiche sociali n. 142 del 16 luglio 2001, punto 1).

## Domanda e decadenza
Per il riconoscimento del diritto all'indennità di mobilità è necessaria la presentazione, da parte degli interessati, di specifica istanza. Tale obbligo, che era stato sconfessato da una sentenza della Corte di cassazione, è stato risolto dall'intervento della Corte stessa che, a Sezioni Unite, ha confermato il principio dell'obbligo di presentazione della domanda.
Ogni Sede dell'INPS, anche territorialmente non competente, è tenuta a ricevere le singole domande in quanto in relazione alla data di presentazione delle stesse viene stabilita la decadenza e la decorrenza dell'indennità.

### Presentazione della domanda
La legge n. 223/1991 non ha previsto alcuna disposizione per ciò che concerne la richiesta dell'indennità di mobilità; pertanto, facendo ricorso, ai sensi dell'articolo 7, comma 12, della legge n. 223/1991, alla normativa generale e, precisamente, all'articolo 77 del R.D.L. 4 ottobre 1935, n. 1827, che dispone che “per conseguire il diritto all'indennità di disoccupazione il disoccupato deve farne domanda nei modi e nei termini stabiliti dal regolamento”, il lavoratore che intenda beneficiare di tale prestazione deve presentare esplicita domanda, utilizzando il modello semplificato DS 21, che l'emanazione della circolare INPS n. 115 del 31 dicembre 2008 ha sostituito i modelli DS22, DS22 mob e DSO.
La domanda può essere presentata presso i Centri per l'impiego oppure presso le Sedi dell'INPS, territorialmente competenti in relazione alla residenza o al domicilio del lavoratore, e deve essere corredata del modello DS 22, opportunamente predisposto in ogni sua parte, modello di licenziamento che deve rilasciare il datore di lavoro.
In caso di impossibilità o di ritardo nel rilascio del modello DS 21, le Sedi metteranno in atto d'ufficio le attività necessarie al rilascio dello stesso oppure, in caso di impossibilità di ottenere il modello in parola, provvederanno alla ricerca dei dati necessari per la definizione della domanda, utilizzando gli archivi dell'INPS ovvero i documenti alternativi (ad es. dati già utilizzati per la concessione del trattamento straordinario di integrazione salariale, buste paga, CUD, lettera di fine rapporto di lavoro, ecc.).
La domanda dovrà essere esaminata come richiesta di indennità di mobilità; nel caso in cui non ricorrano tutti i requisiti e le condizioni per il riconoscimento del diritto a tale indennità, la domanda stessa potrà essere presa in esame per la concessione di altra prestazione di disoccupazione, informandone formalmente il lavoratore che dovrà essere messo in condizione di tutelare il suo diritto in sede amministrativa e in sede giudiziaria.

### Decadenza
La domanda deve essere presentata entro sessanta giorni dalla data di inizio della disoccupazione indennizzabile, così come stabilito dall'articolo 129 del R.D.L. n. 1827/1935.
Poiché l'articolo 73, secondo comma, del R.D.L. n. 1827/1935 stabilisce che “l'indennità di disoccupazione è corrisposta (e quindi diventa indennizzabile) a decorrere dall'ottavo giorno successivo a quello della cessazione del lavoro”, la domanda deve essere presentata, a pena di decadenza, entro il 68º giorno dalla data del licenziamento.
Il terzo comma dell'articolo 73, sopracitato, aggiunge inoltre che “qualora all'assicurato sia pagata un'indennità per mancato preavviso, l'indennità per disoccupazione è corrisposta dall'ottavo giorno successivo a quello della scadenza del periodo corrispondente alla indennità per mancato preavviso ragguagliato a giornate”. In tal caso la domanda deve essere presentata, a pena di decadenza, entro il 68º giorno dal termine del preavviso.
Il termine perentorio di 68 giorni per presentare la domanda può subire slittamenti in alcuni casi particolari; pertanto le domande non devono essere respinte per decadenza dal diritto per tardiva presentazione nei confronti dei (circ. n. 53159 Obg. Del 23 settembre 1953):
- lavoratori che abbiano intentato vertenze sindacali o giudiziarie, riguardanti il licenziamento, e che abbiano presentato la domanda durante il periodo della vertenza ovvero entro 60 giorni dalla data di definizione della vertenza sindacale o dalla data di notifica della sentenza giudiziaria. Se il disoccupato presenta la domanda nel corso della vertenza si deve procedere, in presenza dei requisiti di legge, alla liquidazione dell'indennità di mobilità, adottando tutte le iniziative necessarie per il recupero della stessa, qualora diventi indebita a seguito della reintegrazione nel posto di lavoro (circ. n. 521 R.C.V. del 19 marzo 1980 e circ. n. 495 A.G.O. del 27 marzo 1986);
- lavoratori licenziati durante un periodo di malattia o lavoratori che si ammalino entro gli otto giorni dalla data del licenziamento, con perdita della capacità lavorativa, e abbiano presentato la domanda entro 60 giorni dalla data di riacquisto della capacità lavorativa. Il certificato di malattia deve essere assoggettato a verifica presso il Reparto Sanitario della Sede;
- lavoratori indennizzati per infortunio dall'INAIL e collocati in mobilità durante tale periodo e che presentino la domanda entro 60 giorni dalla data di riacquisto della capacità lavorativa;
- lavoratori che cominciano a prestare servizio militare di leva entro gli otto giorni dalla data di licenziamento e presentano la domanda entro 60 giorni dal congedo; nel caso in cui il servizio militare comincia dopo gli otto giorni la domanda deve essere considerata nei termini se presentata entro il 68º giorno dalla data di licenziamento. Se i lavoratori all'atto della chiamata al Servizio Militare stanno già percependo l'indennità di mobilità, l'indennità viene sospesa e gli interessati, al momento del congedo, possono essere ammessi a fruire della parte residua della prestazione di cui godevano prima del servizio (circ. n. 448 Prs. n. 971 G.S. – n. 18045 o. del 30 ottobre 1975, punto XVII).

Se l'ultimo giorno utile per presentare la domanda (il 68°) è festivo, il termine è prorogato di diritto al giorno seguente non festivo, ai sensi dell'articolo 2963 del codice civile.
Quale data utile per il calcolo dei termini di presentazione della domanda deve essere presa in considerazione:
- quella apposta allo sportello dell'INPS nell'apposito spazio del modello DS 21;
- quella apposta dal Funzionario del Centro per l'Impiego, sempre nell'apposito spazio del modello DS 21;
- quella di spedizione della raccomandata, in caso di spedizione per posta;
- quella di arrivo in sede, nel caso in cui la domanda sia spedita con lettera semplice.

## Requisiti
L'articolo 16, comma 1, della legge n. 223/1991, ha stabilito che hanno diritto all'indennità i lavoratori collocati in mobilità che possano far valere un'anzianità aziendale di almeno dodici mesi, di cui almeno sei di lavoro effettivamente prestato, con un rapporto di lavoro a carattere continuativo e comunque non a termine (circ. n. 3 del 2 gennaio 1992).

### Lavoro effettivamente prestato
Rientrano nel calcolo del requisito in parola i periodi di lavoro effettivamente prestato, nonché i periodi di sospensione del lavoro derivanti da ferie, festività e infortuni, come stabilito dal citato articolo 16.
La Corte costituzionale, con sentenza n. 423 del 6 settembre 1995, ha dichiarato l'illegittimità costituzionale del combinato disposto degli articolo 7 e 16 della legge n. 223/1991 in quanto non prevedono che i periodi di astensione obbligatoria dal lavoro della lavoratrice in gravidanza e puerperio siano computabili al fine del raggiungimento del requisito di sei mesi di lavoro effettivamente prestato. Pertanto tali periodi, rientranti nel rapporto di lavoro, devono essere computati nel calcolo del requisito del lavoro effettivo (circ. n.255 del 14 dicembre 1996, punto 2).

### Anzianità aziendale
L'anzianità aziendale è pari alla durata del rapporto di lavoro dalla data di assunzione a quella di licenziamento, intercorso con l'azienda che abbia attuato la procedura di mobilità.
Possono essere presi in esame anche più rapporti di lavoro nei seguenti casi:
- trasferimento di azienda: l'articolo 2112 del codice civile, sostituito dall'articolo 1, comma 1, del decreto legislativo 2 febbraio 2001, n. 18, ha stabilito che “in caso di trasferimento d'azienda, il rapporto di lavoro continua con il cessionario ed il lavoratore conserva tutti i diritti che ne derivano”; in tal caso il requisito dell'anzianità aziendale deve essere cercato nell'intero arco temporale lavorativo prestato dagli interessati presso le due aziende (circ. n. 142 del 16 luglio 2001). Nel caso in cui l'attività lavorativa sia stata svolta presso aziende iscritte in settori produttivi diversi, al fine di stabilire se i lavoratori possano aver titolo all'indennità di mobilità, occorre far riferimento al momento in cui inizia la procedura di mobilità. Ciò in quanto il settore di appartenenza dell'azienda è richiesto non già come elemento della prestazione lavorativa, nel senso che la stessa debba essere necessariamente resa in quel determinato settore per tutto il periodo, ma come situazione giuridica del datore di lavoro al fine di determinare la normativa applicabile in caso di licenziamento. Pertanto, per la ricerca dei requisiti richiesti dall'articolo 16, comma 1, della legge n. 223/1991, è sufficiente che i lavoratori siano collocati in mobilità da parte di un'azienda, rientrante nel campo di applicazione della disciplina dell'intervento straordinario di integrazione salariale, iscritta in uno dei settori destinatari della mobilità;
- fusione di due o più società: l'articolo 2501 del codice civile stabilisce che “la fusione di più società può eseguirsi mediante la costituzione di una società nuova, o mediante l'incorporazione in una società di una o più altre” e il successivo articolo 2504, ultimo comma, aggiunge che “la società incorporante o quella che risulta dalla fusione assume i diritti e gli obblighi delle società estinte”; anche in tal caso l'anzianità aziendale dovrà essere cercata nell'arco temporale lavorativo prestato presso entrambe le società;
- apprendistato: anche il periodo di apprendistato può essere utilmente considerato ai fini della ricerca del requisito dell'anzianità aziendale. La prestazione di lavoro quale apprendista, una volta trasformatasi in rapporto di lavoro ordinario, è cumulabile con quest'ultimo ed è utile per la ricerca del requisito dell'anzianità aziendale;
- contratto a tempo determinato trasformato in contratto a tempo indeterminato: la trasformazione del contratto da tempo determinato a tempo indeterminato, con continuazione delle prestazioni del lavoratore, comporta che il contratto si considera a tempo indeterminato fin dalla data della prima assunzione del lavoratore;
- reintegrazione nel posto di lavoro: in tal caso l'anzianità aziendale è quella totale;
- successione di appalti: nel caso in cui i lavoratori continuano a prestare la stessa attività per il medesimo appaltante e transitano da un'azienda all'altra senza soluzione di continuità nei cambi di gestione per successione di appalti, l'anzianità aziendale può essere ricercata cumulando i periodi prestati alle dipendenze delle diverse imprese appaltatrici. (circ. n. 148 del 7 luglio 1998, punto 3).

Inoltre, il distacco sindacale ai sensi dell'articolo 31 della legge 20 maggio 1970, n. 300, durante il rapporto di lavoro o fino alla data del licenziamento, deve essere considerato utile ai fini della ricerca del requisito dell'anzianità aziendale e periodo neutro per la ricerca del requisito dei sei mesi di lavoro effettivamente prestato.

## Decorrenza
L'indennità di mobilità è corrisposta dall'ottavo giorno successivo alla data del licenziamento, ai sensi dell'articolo 73, comma 2, del R.D.L. n. 1827/1935, nel caso in cui la domanda sia presentata entro sette giorni dall'inizio della disoccupazione; nel caso in cui la domanda sia presentata oltre i sette giorni, l'indennità deve essere corrisposta a decorrere dal quinto giorno dopo quella della presentazione stessa, ai sensi dell'articolo 77, comma 2, del R.D.L. n. 1827/1935.
Qualora all'assicurato sia pagata l'indennità per mancato preavviso, l'indennità di mobilità è concessa dall'ottavo giorno successivo a quello della scadenza del periodo corrispondente all'indennità per mancato preavviso ragguagliato a giornate, ai sensi dell'articolo 73, comma 2, del R.D.L. n. 1827/1935. Ove la domanda sia presentata oltre i sette giorni successivi alla disoccupazione iniziata dopo la scadenza dell'indennità di preavviso, l'indennità di mobilità decorre dal quinto giorno dopo quella di presentazione.

## Durata

### Mobilità ordinaria
La durata dell'indennità di mobilità è determinata in base all'età fatta valere dai lavoratori all'atto del licenziamento e all'ubicazione dell'unità produttiva di appartenenza, e, secondo quanto stabilito dall'articolo 7, comma 1, della legge n. 223/1991, spetta per un periodo di 12 mesi, elevato a 24 mesi per coloro che hanno da 40 a 50 anni, e a 36 mesi per coloro che hanno più di 50 anni.
L'indennità spetta, ai sensi di quanto disposto dal successivo comma 2 dell'articolo 7, per 24 mesi, per 36 mesi e per 48 mesi, in relazione all'età dei lavoratori che siano licenziati da aziende ubicate nelle aree del mezzogiorno d'Italia, di cui al testo unico approvato con decreto del Presidente della Repubblica 6 marzo 1978, n. 218.
L'articolo 7, comma 3, della legge n. 223/1991 dispone che l'indennità di mobilità non può essere corrisposta successivamente alla data di compimento dell'età pensionabile ovvero, se a questa data non è maturato il diritto alla pensione di vecchiaia fino alla data di maturazione di tale diritto.
Il comma 4 dell'articolo 7, citato, dispone inoltre che “l'indennità di mobilità non può comunque essere corrisposta per un periodo superiore all'anzianità maturata dal lavoratore alle dipendenze dell'impresa che abbia attivato la procedura di cui all'articolo 4”.

### Mobilità lunga
L'indennità di mobilità, nei casi espressamente previsti dall'articolo 7, commi 6 e 7, della legge n. 223/1991, e successive modificazioni e integrazioni, può avere una durata superiore a quella stabilita dai commi 1 e 2 dello stesso articolo, in quanto la stessa deve accompagnare il lavoratore fino alla data di maturazione del diritto al pensionamento.
Anche per la mobilità lunga resta fermo il principio stabilito dall'articolo 7, comma 3, della legge n. 223/1991, in base al quale l'indennità di mobilità non può essere corrisposta successivamente alla data di compimento dell'età pensionabile, età che per tutti i tipi di mobilità lunga resta fissa a 55 anni per le donne e a 60 per gli uomini.

#### Articolo 7, commi 6 e 7, della legge n. 223/1991
Tale norma - che prevede la mobilità lunga per il pensionamento di vecchiaia (comma 6), in favore dei lavoratori che, alla data del licenziamento abbiano compiuto un'età inferiore di non più di cinque anni rispetto a quella prevista dalla legge per il pensionamento di vecchiaia (50 anni per le donne e 55 per gli uomini) e possano far valere nell'assicurazione generale obbligatoria per l'invalidità, la vecchiaia ed i superstiti, un'anzianità contributiva non inferiore a quella minima prevista per il predetto pensionamento; e per il pensionamento di anzianità (comma 7), in favore di coloro che, sempre alla data del licenziamento, abbiano compiuto un'età inferiore di non più di dieci anni rispetto a quella prevista dalla legge per il pensionamento di vecchiaia (45 per le donne e 50 per gli uomini) e possano far valere, nell'assicurazione generale obbligatoria per l'invalidità, la vecchiaia ed i superstiti, un'anzianità contributiva non inferiore a ventotto anni - si applica in favore dei lavoratori che facciano valere le seguenti condizioni:
- collocamento in mobilità nel periodo 1.8.1991/31.12.1994 da parte di aziende operanti nelle aree del Mezzogiorno, di cui al testo unico approvato con decreto del Presidente della Repubblica 6 marzo 1978, n. 218, nonché in quelle in cui sia stata accertata la sussistenza di un tasso di disoccupazione superiore alla media nazionale;
- collocamento in mobilità nel periodo 11.3.1993/31.12.1994 da aziende appartenenti ai settori della chimica, della siderurgia, dell'industria della difesa e dell'industria miniero-metallurgica non ferrosa, nonché da aziende operanti nelle aree di declino industriale;
- collocamento in mobilità nel periodo 20.1.1994/31.12.1994 da imprese appartenenti ai settori dell'industria tessile, dell'abbigliamento e delle calzature.

L'articolo 7, comma 7, dispone inoltre che in favore dei lavoratori della GEPI e dell'INSAR, l'indennità di mobilità può essere prolungata fino alla data di maturazione del diritto alla pensione di anzianità in presenza di particolari requisiti di età e di contribuzione; in tal caso si prescinde dal requisito dell'anzianità contributiva e l'indennità di mobilità può essere corrisposta per un periodo massimo di dieci anni (messaggio n. 108 del 3 agosto 1996).
Per i lavoratori rientranti nel campo di applicazione della legge 3 gennaio 1960, n. 5, licenziati da aziende esercenti miniere, cave e torbiere, si fa presente che il requisito minimo per l'accesso ai benefici della mobilità lunga per pensione di anzianità, di cui all'articolo 7, comma 7, è di 23 anni, anziché di 28, e che l'indennità di mobilità, spettante fino alla data di maturazione del diritto al pensionamento di anzianità, terminerà alla fine del mese di conseguimento del requisito di 30 anni di contribuzione, sempre che gli stessi siano stati addetti per almeno 15 anni a lavori in sotterraneo (circ. n. 16 del 23 gennaio 1997, punto 3; circ. n. 185 dell'11 agosto 1998; circ. n. 168 del 12 agosto 1999).

#### Articolo 4, commi 26 e 27, della legge 28 novembre 1996, n. 608
Tale norma ha disposto la possibilità di collocare in mobilità lunga per pensionamento di vecchiaia e di anzianità, nel periodo 1º gennaio 1995/30 giugno 1997, un numero massimo di 10.000 unità da parte di aziende che attuino programmi di ristrutturazione, riorganizzazione, conversione ovvero risanamento aziendale, nonché piani di gestione delle eccedenze che presentano rilevanti conseguenze sul piano occupazionale (circ. n. 231 del 12 agosto 1995; circ. n. 96 del 4 maggio 1996; circ. n. 16 del 23 gennaio 1997, punto 3).
Le aziende hanno individuato e trasmesso tramite il Ministero del lavoro i nominativi dei lavoratori destinatari della mobilità lunga in parola, nominativi che sono stati già portati a conoscenza delle Sedi dalla Direzione Generale dell'INPS.
Per tali lavoratori gli oneri conseguenti al permanere in mobilità oltre i limiti previsti dall'articolo 7, commi 1, 2 e 4, della legge n. 223/1991 (mobilità ordinaria), sono posti a carico dell'azienda, compreso quello relativo alla contribuzione figurativa.
In favore dei lavoratori collocati in mobilità lunga per pensionamento di anzianità, ai sensi dell'articolo 7, comma 7, della legge n. 223/1991, trovano applicazione le disposizioni e la disciplina sulla pensione di anzianità in vigore alla data del 1º settembre 1992.

#### Articolo 3 della legge 18 luglio 1997, n. 229
Tale norma ha esteso il beneficio della mobilità lunga per pensionamento di anzianità, di cui all'articolo 7, comma 7, della legge n. 223/1991, e non di quella per pensione di vecchiaia, in favore di 3.500 lavoratori collocati in mobilità, entro la data del 31.12.1998, da aziende aventi unità produttive in tutto il territorio nazionale e, entro la data del 31.12.1999, da aziende interessate ai contratti d'area, di cui all'articolo 2, comma 203, lett. F), della legge 23 dicembre 1990, n. 662 (circ. n. 185 dell'11 agosto 1998).
Possono beneficiare soltanto della mobilità lunga per pensione di anzianità, e non anche di quella per pensione di vecchiaia, i lavoratori che all'atto del licenziamento abbiano un'età non inferiore a 45 se donne ed a 50 se uomini e che facciano valere una contribuzione utile ai fini della pensione di anzianità non inferiore a 28 anni nell'assicurazione generale obbligatoria per l'invalidità, la vecchiaia ed i superstiti.
Gli interessati potranno essere collocati in pensione, ai sensi dell'articolo 5 della legge n. 229/1997, al raggiungimento dei requisiti individuali per il pensionamento di anzianità previsti dalla disciplina vigente al 21 maggio 1997, data di entrata in vigore del decreto legge n. 129/1997.
Gli oneri conseguenti al permanere in mobilità dei lavoratori in parola oltre i limiti previsti dall'articolo 7, commi 1, 2 e 4, della legge n. 223/1991 (mobilità ordinaria), sono posti a carico delle imprese, ivi compreso l'onere relativo alla contribuzione figurativa (circ. n. 185 dell'11 agosto 1998, punto 3).
Il Ministero del lavoro e delle politiche sociali ha stabilito che, ai fini dell'accesso alla mobilità lunga di cui all'articolo 3 della legge n. 229/1997, la ricerca dei requisiti stabiliti dall'articolo 16, comma 1, della legge n. 223/1991, deve essere effettuata considerando utili tutti i differenti periodi di lavoro precedentemente prestati dal lavoratore presso società del medesimo gruppo aziendale.
Tale criterio non può trovare applicazione per ciò che concerne la durata dell'indennità di mobilità ordinaria, in quanto la stessa, ai sensi dell'articolo 7, comma 4, della legge n. 223/1991, non può superare l'anzianità aziendale maturata alle dipendenze dell'azienda che ha effettuato la procedura di mobilità di cui all'articolo 4 della stessa legge. Di conseguenza, l'azienda che attua la procedura di mobilità dovrà accollarsi gli oneri relativi alla permanenza in mobilità dei singoli lavoratori, ivi compresi quelli relativi alla contribuzione figurativa, per i periodi che eccedono la mobilità ordinaria (messaggio n. 32182 del 27 maggio 1999).

#### Articolo 1-septies della legge 5 giugno 1998, n. 176
Tale norma, e le successive integrazioni, hanno esteso il beneficio della mobilità lunga per pensione di anzianità in favore di 7.000 lavoratori, di cui 200 del settore dell'edilizia, licenziati entro la data del 31.12.2002 (circ. n. 168 del 12 agosto 1999).
Possono beneficiare soltanto della mobilità lunga per pensione di anzianità, e non anche di quella per pensione di vecchiaia, i lavoratori che all'atto del licenziamento abbiano un'età non inferiore a 45 se donne ed a 50 se uomini e che facciano valere una contribuzione utile ai fini della pensione di anzianità non inferiore a 28 anni nell'assicurazione generale obbligatoria per l'invalidità, la vecchiaia ed i superstiti.
Gli interessati potranno essere collocati in pensionamento al raggiungimento dei requisiti di accesso e di decorrenza del trattamento pensionistico di anzianità previsti dalla legge 8 agosto 1995, n. 335, come modificata dalla legge 27 dicembre 1997, n. 449.
Gli oneri conseguenti al permanere in mobilità dei lavoratori in parola oltre i limiti previsti dall'articolo 7, commi 1, 2 e 4, della legge n. 223/1991, sono posti a carico delle aziende, ivi compreso l'onere relativo alla contribuzione figurativa (circ. n. 185 dell'11 agosto 1998, punto 3).
Il Ministero del lavoro e delle politiche sociali ha stabilito che, anche ai fini dell'accesso alla mobilità lunga di cui all'articolo 1-septies della legge n. 176/1998, la ricerca dei requisiti stabiliti dall'articolo 16, comma 1, della legge n. 223/1991, deve essere effettuata considerando utili tutti i differenti periodi di lavoro precedentemente prestati dal lavoratore presso società del medesimo Gruppo aziendale.
Tale criterio non può trovare applicazione per ciò che concerne la durata dell'indennità di mobilità ordinaria, in quanto la stessa, ai sensi dell'articolo 7, comma 4, della legge n. 223/1991, non potrà superare l'anzianità aziendale maturata alle dipendenze dell'azienda che ha effettuato la procedura di mobilità di cui all'articolo 4 della stessa legge. Di conseguenza, l'azienda che attua la procedura di mobilità dovrà accollarsi gli oneri relativi alla permanenza in mobilità dei singoli lavoratori, ivi compresi quelli relativi alla contribuzione figurativa, per i periodi che eccedono la mobilità ordinaria (circolare Ministero del lavoro e delle politiche sociali n. 170 del 18 novembre 2002).

### Mobilità prorogata
Varie disposizioni di legge nonché decreti interministeriali e ministeriali prevedono la possibilità di prorogare il pagamento dell'indennità di mobilità oltre la durata ordinaria, stabilita ai sensi dell'articolo 7, commi 1 e 2, della legge n. 223/1991.

Tali disposizioni oltre ad individuare i settori produttivi delle aziende dalle quali i lavoratori risultano licenziati, indicano anche il numero dei possibili beneficiari e la spesa complessiva massima che l'INPS può sostenere.

Si riportano di seguito le proroghe disposte per l'anno 2002 (circolare Ministero del lavoro e delle politiche sociali. n. 149 del 6 settembre 2002).

#### Settore petrolifero e petrolchimico
L'articolo1, comma 1, del decreto legge 11 giugno 2002, n. 108, convertito, con modificazioni, dalla legge 31 luglio 2002, n. 172, ha disposto la proroga dell'indennità di mobilità in favore di 630 lavoratori, licenziati da aziende, già operanti nelle aree nelle quali siano stati attivati strumenti della programmazione negoziata, appaltatrici di lavori presso unità produttive di imprese del settore petrolifero e petrolchimico presso gli stabilimenti di Gela, Milazzo e Priolo, per 36 mesi e, comunque, non oltre il termine di conseguimento del diritto al trattamento pensionistico di anzianità o di vecchiaia, in riferimento ai quali sono confermati i requisiti previsti dalla disciplina in vigore alla data di entrata in vigore del presente decreto (circolare Ministero del lavoro e delle politiche sociali n. 149 del 6 settembre 2002, punto 1-A).
Il successivo comma 3, dell'articolo 1, dispone che le aziende devono versare, all'atto della procedura, una somma aggiuntiva pari a sei mensilità di indennità di mobilità spettante ai singoli lavoratori, con l'aggiunta della contribuzione figurativa relativa a sei mesi di indennità determinata, applicando l'aliquota del 32,70 per cento, sulla base della retribuzione cui è riferita l'indennità stessa (circ. n. 3 del 2 gennaio 1992, punto A, 7).
La durata dell'indennità di mobilità è prorogata “non oltre il conseguimento del trattamento pensionistico di anzianità o di vecchiaia, in riferimento ai quali sono confermati per tali lavoratori i requisiti previsti dalla disciplina vigente alla data di entrata in vigore del presente decreto (circolare Ministero del lavoro e delle politiche sociali n. 149 del 6 settembre 2002, punto1-C.2).

#### Settore tessile
L'articolo 1, comma 2, del decreto legge n. 108/2002, dispone la proroga dell'indennità di mobilità in favore di 120 lavoratori, dipendenti da aziende del settore tessile, operanti nei territori di cui all'Obiettivo 1 del Regolamento (CE), per 48 mesi e, comunque, non oltre il termine di conseguimento del diritto al trattamento pensionistico di anzianità o di vecchiaia, in riferimento ai quali sono confermati i requisiti previsti dalla disciplina in vigore alla data di entrata in vigore del presente decreto.
Il successivo comma 3, dell'articolo 1, dispone che le aziende devono versare, all'atto della procedura, una somma aggiuntiva pari a sei mensilità di indennità di mobilità spettante ai singoli lavoratori, con l'aggiunta della contribuzione figurativa relativa a sei mesi di indennità determinata, applicando l'aliquota del 32,70 per cento, sulla base della retribuzione cui è riferita l'indennità stessa (circ. n. 3 del 2 gennaio 1992, punto A, 7).
La durata dell'indennità di mobilità è prorogata “non oltre il conseguimento del trattamento pensionistico di anzianità o di vecchiaia, in riferimento ai quali sono confermati per tali lavoratori i requisiti previsti dalla disciplina vigente alla data di entrata in vigore del presente decreto (circolare Ministero del lavoro e delle politiche sociali n. 149 del 6 settembre 2002, punto1-C.2).

#### Settore sanità privata
L'articolo 1, comma 5, del decreto legge n. 108/2002, dispone il diritto ad un trattamento pari all'ottanta per cento dell'indennità di mobilità, per la durata di ventiquattro mesi, in favore di 1800 lavoratori, operanti nel settore della sanità privata, al termine del trattamento straordinario di integrazione salariale disposto con decreto legislativo 8 luglio 1999, n. 270.
Destinatari del trattamento sono i lavoratori dipendenti dalla società Case di cura riunite di Bari; per i periodi di fruizione del trattamento deve essere accreditata la contribuzione figurativa e, ove spettante, deve essere concesso anche l'assegno per il nucleo familiare (circolare Ministero del lavoro e delle politiche sociali n. 149 del 6 settembre 2002, punto1-C).

#### Centrali elettriche del SULCIS
Con decreto interministeriale n. 31034 del 10 maggio 2002, il Ministro del lavoro e delle politiche sociali, di concerto con il Ministro dell'economia e delle finanze, ha disposto la proroga dei trattamenti di mobilità e di disoccupazione speciale in favore di 190 lavoratori licenziati da aziende appaltatrici e subappaltatrici impegnate nella costruzione delle centrali elettriche del SULCIS, fino al 31 dicembre 2002.

#### Società Nuova Cartiera di ARBATAX, ARBATAX 2000 e Calzaturificio ICS
Con decreto interministeriale n. 31058 del 24 maggio 2002, il Ministro del lavoro e delle politiche sociali, di concerto con il Ministro dell'economia e delle finanze, ha disposto la proroga dell'indennità di mobilità in favore di 133 lavoratori licenziati dalle società Nuova Cartiera di ARBATAX, ARBATAX 2000 e Calzaturificio ICS, fino al 31 dicembre 2002.

#### Consorzi agrari
Con decreto n. 31009 del 7 maggio 2002, il Ministro del lavoro e delle politiche sociali ha disposto la proroga dell'indennità di mobilità in favore dei lavoratori, già dipendenti dei Consorzi Agrari alla data del 1º gennaio 1997, che siano stati successivamente collocati in mobilità e che abbiano beneficiato dell'indennità per il periodo massimo spettante ai sensi dell'articolo 7, commi 1 e 2, della legge n. 223/1991, fino al 31 dicembre 2001.

### Mobilità cristallizzata
L'articolo 59, comma 7, lettera c), della legge 27 dicembre 1997, n. 449, come modificato dall'articolo 1-ter della legge n. 176/1998, e dall'articolo 45, comma 22, della legge n. 144/1999, dispone che nei confronti dei lavoratori collocati in mobilità con accordi collettivi stipulati entro il 3 novembre 1997, ivi compresi i lavoratori dipendenti da imprese che abbiano presentato domanda ai sensi dell'articolo 3 della legge n. 229/1997 per il numero dei lavoratori da collocare in mobilità e per i quali l'accordo collettivo di individuazione delle eccedenze intervenga entro il 31 marzo 1998, trovano applicazione i requisiti di accesso alla pensione di anzianità di cui alla tabella B allegata alla legge 8 agosto 1995, n. 335 (circ. n. 168 del 12 agosto 1999, punto 4).
Gli elenchi dei nominativi dei lavoratori destinatari di tale norma sono messi a disposizione delle Sedi dalla Direzione Centrale Prestazioni a Sostegno del Reddito.

## Misura e importo
La misura dell'indennità di mobilità deve essere determinata, ai sensi dell'articolo 7, comma 2, della legge n. 223/1991, con riferimento al trattamento straordinario di integrazione salariale percepito dal lavoratore, ovvero che sarebbe spettato allo stesso, nel periodo di paga settimanale immediatamente precedente la risoluzione del rapporto di lavoro.

Con circolare n. 148 del 13 maggio 1994, è stato precisato che per la determinazione del trattamento straordinario di integrazione salariale sono da prendere in considerazione tutti gli elementi retributivi assoggettati a contribuzione, corrisposti con carattere di continuità e non collegati alla effettiva presenza al lavoro, con esclusione, quindi, delle somme pagate a titolo di straordinario, di indennità di turno, di incentivi relativi al lavoro svolto, ecc.

Alla retribuzione così determinata deve essere aggiunta la quota di tredicesima e, ove prevista dal contratto collettivo, la quota di quattordicesima.
L'indennità, per i primi dodici mesi, è pari al cento per cento del trattamento straordinario di integrazione salariale, trattamento che non può superare i massimali stabiliti anno per anno, e all'ottanta per cento dal tredicesimo mese in poi; l'importo spettante per i primi dodici mesi è assoggettato alla trattenuta introdotta dall'articolo 26 della legge 28 febbraio 1986, n. 41, che per l'anno 2002 è pari al 5, 54 per cento.
Gli importi massimi mensili dell'indennità di mobilità, secondo quanto stabilito dalla legge 13 agosto 1980, n. 427, come modificata dall'articolo 1, comma 5, della legge 19 luglio 1994, n. 451, nonché la retribuzione di riferimento, oltre la quale è possibile attribuire il secondo dei suddetti massimali, sono incrementati, con effetto dal 1º gennaio di ciascun anno, nella misura dell'ottanta per cento dell'aumento derivante dalla variazione annuale dell'indice ISTAT dei prezzi al consumo per le famiglie degli operai e degli impiegati.

Tali importi, per l'anno 2002, al netto della riduzione di cui alla legge n. 41/1986, sono pari a euro 733,12 e, nel caso in cui la retribuzione di riferimento sia superiore a euro 1.679,07, a euro 881,14 (circolare Ministero del lavoro e delle politiche sociali n. 23 del 31 gennaio 2002).
L'articolo 7, comma 3, della legge n. 223/1991, ha stabilito che “l'indennità di mobilità è adeguata, con effetto dal 1º gennaio di ciascun anno, in misura pari all'aumento dell'indennità di contingenza dei lavoratori dipendenti”.
Sulla base di tale normativa, però, gli importi dell'indennità di mobilità non possono variare nell'arco temporale di fruizione della stessa in quanto il meccanismo di adeguamento non è più operante a seguito dell'intervenuta abolizione dell'indennità di contingenza.

Tale questione non è stata risolta neppure dall'articolo 1, comma 5, della legge n. 451/1994, norma che ha stabilito la rivalutazione degli importi massimi del trattamento straordinario di integrazione salariale nella misura dell'ottanta per cento dell'aumento dell'indice ISTAT derivante dai prezzi al consumo in quanto tale norma trova applicazione soltanto nei confronti dei lavoratori licenziati nel corso dell'anno di riferimento e serve a determinare l'importo massimo dell'indennità di mobilità spettante agli stessi.

Al riguardo si fa presente che la Corte costituzionale, che doveva valutare una possibile illegittimità della disposizione in parola, proprio per la parte in cui non prevede l'applicabilità del meccanismo di rivalutazione anche all'indennità di mobilità, con sentenza n. 335 del 12 – 24 luglio 2000, ha dichiarato “non fondata la questione di illegittimità costituzionale”.

Pertanto l'adeguamento dell'indennità di mobilità potrà essere effettuato di anno in anno soltanto nel caso in cui venga emanata specifica disposizione legislativa.

## Anticipazione
L'articolo 7, comma 5, della legge n. 223/1991, ha disposto che i lavoratori in mobilità che ne facciano richiesta per intraprendere un'attività autonoma o per associarsi in cooperativa possono ottenere la corresponsione anticipata dell'indennità nella misura stabilita dai commi 1 e 2, con la detrazione del numero delle mensilità già godute (circ. n. 124 del 31 maggio 1993).

Le modalità per la corresponsione dell'indennità di mobilità anticipata sono state stabilite con decreto interministeriale n. 142 del 17 febbraio 1993.
Per la richiesta dell'indennità di mobilità in forma anticipata il lavoratore deve presentare apposita domanda alle Sedi dell'INPS, tramite i Centri per l'impiego, domanda che deve essere corredata della documentazione necessaria per attestare l'attività lavorativa autonoma, intrapresa o che si intende intraprendere, ovvero la costituzione di una cooperativa o l'associazione ad una cooperativa già costituita.

I Centri per l'impiego dovranno accertare e attestare l'avvenuta iscrizione dei richiedenti nelle liste di mobilità e l'idoneità della documentazione prodotta, esprimendo specifico parere sulla regolarità della documentazione.

L'anticipazione spetta sia ai lavoratori che intraprendono un'attività autonoma per la quale è richiesta l'iscrizione alla Camera di commercio o agli elenchi dei Coltivatori diretti, e ai loro coadiuvanti, sia a coloro che sono iscritti in appositi albi professionali.

L'anticipazione spetta anche ai soci accomandatari in quanto l'articolo 3213 del codice civile dispone che “nella società in accomandita semplice i soci accomandatari rispondono solidalmente e illimitatamente per le obbligazioni sociali[...]” e il successivo articolo 2318 aggiunge “i soci accomandatari hanno i diritti e gli obblighi dei soci della società in nome collettivo. L'amministrazione della società può essere conferita soltanto ai soci accomandatari”.
L'anticipazione può essere riconosciuta inoltre anche agli amministratori di società di cui sono soci di capitale.

Qualora per l'attività autonoma intrapresa non è prevista l'iscrizione in appositi Albi professionali e/o elenchi di categoria, possono ottenere l'anticipazione anche i lavoratori che documentino di aver assunto le iniziative necessarie per l'avvio di un'attività con caratteristiche di continuità (apertura partita IVA, acquisizione locali, utenze elettriche e telefoniche, fatture di acquisto di attrezzature necessarie per lo svolgimento dell'attività stessa, ecc.) (circolare Ministero del lavoro e delle politiche sociali n. 70 del 30 marzo 1996).

L'anticipazione deve essere riconosciuta anche in favore dei lavoratori che intendano svolgere un'attività autonoma all'estero in uno degli Stati convenzionati, sempre che gli stessi facciano valere i requisiti e le condizioni stabilite dall'articolo 7, comma 5.
I lavoratori che, nei ventiquattro mesi successivi alla data di erogazione dell'anticipazione, si rioccupino in qualità di lavoratori dipendenti nel settore privato o in quello pubblico devono restituire la somma percepita a tale titolo (circ. n. 124 del 31 maggio 1993).
Poiché il decreto interministeriale n. 142/1993 non ha previsto alcun termine per la presentazione delle domande di anticipazione, il Comitato Amministratore della gestione degli interventi assistenziali e di sostegno alle gestioni previdenziali ha deciso che devono essere considerate validamente presentate le domande pervenute entro il termine di 60 giorni dalla data di inizio dell'attività autonoma o dell'associazione in cooperativa, applicando così all'anticipazione il termine stabilito dall'articolo 129 del R.D.L. 4 ottobre 1935, n. 1827, per la presentazione delle domande di disoccupazione (circolare Ministero del lavoro e delle politiche sociali n. 174 del 28 novembre 2002).
L'anticipazione spetta anche ai lavoratori che, alla data in cui sono collocati in mobilità, svolgono già un'attività autonoma. Infatti la Corte suprema di cassazione, con sentenza 21 febbraio/15 maggio 2001, n. 6679, ha stabilito che il termine “intraprendere” contenuto nell'articolo 7, comma 5, citato, deve essere inteso non solo nel senso letterale di “iniziare” una nuova attività ma anche nel senso di applicarsi con maggiori energie e per un maggiore tempo che per il passato in tale attività.
Pertanto, l'anticipazione dell'indennità deve essere riconosciuta sia in favore dei lavoratori che, successivamente al collocamento in mobilità, vogliano iniziare per la prima volta un'attività di lavoro autonomo sia in favore di coloro che intendano sviluppare a tempo pieno l'attività autonoma iniziata durante il rapporto di lavoro dipendente (circ. n. 174 del 28 novembre 2002). Il diritto all'anticipazione dell'indennità di mobilità deve essere riconosciuta anche in favore degli imprenditori, ciò in quanto la Corte suprema di cassazione, con sentenza n. 9007, pubblicata il 20 giugno 2002, ha fornito un'interpretazione della nozione di “attività autonoma” - nozione contenuta nell'articolo 7, comma 5, della legge n. 223/1991 - più ampia di quella che qualifica il “lavoro autonomo”, comprendendovi anche le ipotesi in cui il lavoratore collocato in mobilità dia inizio ad un'attività imprenditoriale senza concorrervi con lavoro prevalentemente proprio (circ. n. 174 del 28 novembre 2002).
Per il periodo in relazione al quale viene concesso il trattamento anticipato non spettano le prestazioni accessorie e cioè l'assegno per il nucleo familiare e la contribuzione figurativa.

## Assegno integrativo
L'articolo 9, comma 5, della legge n. 223/1991, ha stabilito che i lavoratori che, nel corso di percezione dell'indennità di mobilità, accettino l'offerta di un lavoro comportante l'inquadramento in un livello retributivo inferiore a quello corrispondente alle mansioni di provenienza, hanno diritto, per un periodo massimo di dodici mesi, alla corresponsione di un assegno integrativo mensile di importo pari alla differenza tra i corrispondenti livelli retributivi previsti dai contratti collettivi nazionali di lavoro.
Poiché tale norma si riferisce al lavoro offerto ai sensi del comma 1, lettera b), dell'articolo 9, l'erogazione dell'assegno integrativo potrà avvenire soltanto nel caso di instaurazione di un rapporto di lavoro a tempo pieno e indeterminato (circ. n. 105 del 5 maggio 1997).

## Sospensione dell'indennità

### Rioccupazione a tempo determinato o parziale
L'indennità di mobilità è sospesa, ai sensi dell'articolo 8, commi 6 e 7, della legge n. 223/1991, nel caso in cui i lavoratori, nel corso della percezione dell'indennità di mobilità, accettino l'offerta di un lavoro dipendente a tempo determinato o parziale (a tempo determinato o indeterminato), mantenendo l'iscrizione nelle liste.
Se i lavoratori si dimettono in caso di rioccupazione a tempo determinato o parziale, mantengono l'iscrizione nelle liste di mobilità e possono beneficiare della relativa indennità per tutta la parte residua che era rimasta sospesa all'atto della rioccupazione (circ. n. 255 del 16 dicembre 1996, punto 4).
Analoga sospensione è prevista per il periodo di prova relativo a rapporti di lavoro a tempo pieno e indeterminato qualora i lavoratori non superino il periodo di prova stesso, in tal caso gli interessati vengono riscritti al massimo per tre volte nelle liste di mobilità e mantengono il diritto alla parte residua di indennità (circ. n. 3 del 2 gennaio 1992).
Tutte le giornate di lavoro prestato devono essere considerate parentesi neutra ai fini della durata complessiva dell'indennità, nei limiti della durata massima della stessa. Pertanto i lavoratori che abbiano diritto a 12, 24, 36 o 48 mesi di indennità di mobilità, e che svolgano attività a tempo determinata o parziale non superiore a 12, 24, 36 o 48 mesi, hanno diritto a percepire l'indennità per l'intera durata.
I lavoratori che si rioccupino devono darne comunicazione alla competente Sede dell'INPS entro 5 giorni dall'avvenuta rioccupazione, ai sensi dell'articolo 4, comma 38, della legge n. 608/1996 (circ. n. 16 del 23 gennaio 1997, punto 4), in caso contrario vengono cancellati dalle liste di mobilità e perdono il diritto alla residua indennità.

### Rioccupazione a tempo indeterminato per un periodo limitato
I lavoratori assunti nel corso della percezione dell'indennità di mobilità, qualora vengano licenziati dall'azienda senza aver maturato i requisiti di cui all'articolo 16, comma 1, della legge n. 223/1991 (un'anzianità aziendale di almeno dodici mesi, di cui sei mesi di lavoro effettivamente prestato o assimilato a tale), sono reiscritti nelle liste di mobilità ed hanno diritto ad usufruire della relativa indennità per un periodo corrispondente alla parte residua non goduta, decurtata del periodo di attività lavorativa prestata (circ. n. 178 del 9 giugno 1994, punto A – 6; articolo 2, comma 6 della legge n. 451/1994).

### Infortunio sul lavoro indennizzato dall'INAIL
Nel caso di infortunio indennizzato dall'INAIL, per il riconoscimento del diritto alle prestazioni di disoccupazione, occorre far riferimento all'articolo 17 del R.D.L. 7 dicembre 1924, n. 2270, che stabilisce che “la disoccupazione derivante da infermità o invalidità temporanea non conferisce diritto al sussidio finché dura l'incapacità lavorativa dell'assicurato” e, all'articolo 44, comma 4, dello stesso decreto, che dispone che “in tal caso il sussidio di disoccupazione decorrerà dal giorno di riacquisto della capacità lavorativa dell'assicurato”.
Sulla base di tali disposizioni, nel caso in cui il periodo di infortunio coincide con quello di mobilità, il pagamento della relativa indennità dovrà essere sospeso per tutto il periodo in cui viene indennizzato l'infortunio da parte dell'INAIL e ripreso, per la parte residua, alla data di riacquisto della capacità lavorativa.

## Cessazione dell'indennità
L'indennità di mobilità cessa quando i lavoratori abbiano beneficiato della prestazione per la durata massima, stabilita ai sensi dell'articolo 7 della legge n. 223/1991. Inoltre i lavoratori sono cancellati dalle liste di mobilità e perdono il diritto alla relativa indennità, ai sensi dell'articolo 9, commi 1 e 6, della legge n. 223/1991, quando:
- rifiutino di essere avviati ad un corso di formazione professionale autorizzato dalla Regione oppure non lo frequentino regolarmente;
- non accettino un'offerta di lavoro che sia professionalmente equivalente ovvero, in mancanza di questo, che presenti omogeneità anche intercategoriale e che, avendo riguardo ai contratti collettivi nazionali di lavoro, sia inquadrato in un livello retributivo non inferiore del dieci per cento rispetto a quello delle mansioni di provenienza;
- non accettino, in mancanza di un lavoro avente le caratteristiche di cui al punto precedente, di essere impiegati in opere o servizi di pubblica utilità ai sensi dell'articolo 6, comma 4, della legge n. 223/1991;
- abbiano comunicato dopo 5 giorni alla competente Sede dell'INPS di svolgere lavoro subordinato a tempo parziale o determinato (circ. n. 16 del 23 gennaio 1997, punto 4);
- siano espatriati in cerca di occupazione. Al riguardo, premesso che il disoccupato decade dal diritto alle prestazioni di disoccupazione quando risulti espatriato per motivi di lavoro, si fa presente che con circolare n.3 del 2 gennaio 1992, punto C-2, è stato precisato che è consentito estendere all'indennità di mobilità il principio del mantenimento del diritto e, quindi, del pagamento della prestazione per un periodo massimo di tre mesi nell'ipotesi che gli interessati si rechino in Stati convenzionati;
- svolgano attività autonoma o attività di collaborazione coordinata e continuativa di cui all'articolo 2, comma 26, della legge 8 agosto 1995, n. 335, ciò in quanto sia il lavoro autonomo che quello parasubordinato, al di fuori dei due casi specifici disciplinati rispettivamente dall'articolo 7, comma 5 (anticipazione della mobilità) e dall'articolo 9, comma 9 (mobilità lunga per pensione di vecchiaia), della legge n. 223/1991, sono incompatibili con l'indennità di mobilità;
- siano stati assunti con contratto a tempo pieno ed indeterminato.

## Incompatibilità – Opzione – Incumulabilità – Cumulabilità

### Incompatibilità
L'articolo 5 della legge n. 236/1993, stabilisce che a decorrere dal 15 dicembre 1992 “i trattamenti ordinari e speciali di disoccupazione e l'indennità di mobilità sono incompatibili con i trattamenti pensionistici diretti a carico dell'assicurazione generale obbligatoria per l'invalidità, la vecchiaia ed i superstiti dei lavoratori dipendenti, degli ordinamenti sostitutivi, esonerativi ed esclusivi dell'assicurazione medesima, nonché delle gestioni speciali dei lavoratori autonomi, e con i trattamenti di pensionamento anticipato” (circ. n. 9 del 12 gennaio 1993, parte II).

I lavoratori, pertanto, che abbiano titolo ad uno qualsiasi dei trattamenti pensionistici indicati, perdono il diritto all'indennità di mobilità nonché alle relative prestazioni accessorie e cioè all'assegno per il nucleo familiare e alla contribuzione figurativa.

### Opzione
L'articolo 2, comma 5, della legge n. 451/1991, ha modificato il criterio dell'incompatibilità tra l'indennità di mobilità e i trattamenti pensionistici diretti, stabilendo che “all'atto dell'iscrizione nelle liste di mobilità, i lavoratori che fruiscono dell'assegno o della pensione di invalidità devono optare tra tali trattamenti e quello di mobilità”.

Nel caso di opzione l'assegno o la pensione di invalidità resta sospeso per tutto il periodo in cui gli interessati beneficiano dell'indennità di mobilità e, in caso di corresponsione anticipata dell'indennità stessa, ai sensi dell'articolo 7, comma 5, della legge n. 223/1991, per il periodo corrispondente all'ammontare dell'anticipazione corrisposta agli interessati (circ. n. 178 del 9 giugno 1994, punto A - 5).
Nel caso in cui i lavoratori diventino titolari di assegno di invalidità successivamente alla data di iscrizione nelle liste di mobilità, gli stessi possono esercitare la facoltà di opzione a favore dell'indennità entro 60 giorni dalla data in cui è stato notificato il provvedimento di accoglimento della domanda di assegno di invalidità. Naturalmente se i lavoratori non esercitino tale opzione o l'opzione stessa venga effettuata in ritardo, l'indennità di mobilità corrisposta diventa indebita e deve essere recuperata.

I lavoratori che abbiano esercitato la facoltà di opzione per l'indennità di mobilità, possono rinunciare all'indennità in qualsiasi momento, ripristinando il pagamento dell'assegno di invalidità. La rinuncia, che ha valore dalla data in cui viene effettuata, è definitiva e il lavoratore non può più essere ammesso a percepire la parte residua di mobilità.

### Incumulabilità

#### Mobilità lunga per pensione di vecchiaia
L'articolo 9, comma 9, della legge n. 223/1991, stabilisce che i lavoratori destinatari della mobilità lunga per pensione di vecchiaia di cui all'articolo 7, comma 6, della stessa legge, qualora svolgano attività di lavoro subordinato od autonomo possono cumulare l'indennità di mobilità in misura sufficiente a garantire la percezione di un reddito complessivo pari alla retribuzione spettante all'atto del licenziamento.

L'istanza con la quale l'interessato dichiara di volersi avvalere del cumulo previsto dalla disposizione di legge in parola deve essere presentata alla Sede che eroga il trattamento di mobilità e deve essere corredata della necessaria documentazione (buste - paga, iscrizione Camera di commercio o Albi professionale, partita IVA, dichiarazione di reddito presunto, ecc.).

Gli interessati hanno la facoltà di richiedere l'accredito della contribuzione figurativa prevista per l'indennità di mobilità in luogo della contribuzione effettiva relativa alla nuova attività lavorativa (circ. n. 229 del 21 novembre 1996).

#### Cariche pubbliche elettive o sindacali
Il Ministero del lavoro e delle politiche sociali ha disposto che in favore dei lavoratori che rivestono cariche pubbliche elettive o sindacali deve essere riconosciuta la possibilità di cumulare l'indennità di mobilità con l'indennità e/o i gettoni percepiti per l'espletamento degli incarichi in questione nei limiti stabiliti dall'articolo 9, comma 9, della legge n. 223/1991, e cioè “nei limiti necessari per garantire la percezione di un reddito complessivo pari alla retribuzione percepita al momento del collocamento in mobilità”.
Resta, comunque, fermo il diritto all'accredito della contribuzione figurativa conseguente all'indennità (messaggio n. 16920 del 28 gennaio 1999).

### Cumulabilità - Formazione
L'articolo 9, comma 1, della legge n. 223/1991, dispone che “il lavoratore è cancellato dalla lista di mobilità e decade ... dalle indennità” di mobilità, quando rifiuti di essere avviato ad un corso di formazione autorizzato dalla Regione o se non lo frequenti regolarmente..
Sulla base di quanto disposto da tale articolo, pertanto, durante la partecipazione ad un corso di formazione gli interessati hanno diritto a percepire l'indennità di mobilità, a meno che non siano cancellati dalla lista.

## Prestazioni accessorie

### Contribuzione figurativa
L'articolo 7, comma 9, della legge n. 223/1991, stabilisce che i periodi di fruizione dell'indennità di mobilità sono riconosciuti d'ufficio utili ai fini del conseguimento del diritto ai trattamenti pensionistici, compreso quello di anzianità e ai fini della misura degli stessi (circ. n. 3 del 2 gennaio 1992, punto A-7).

Per la determinazione della misura dei contributi figurativi si deve far riferimento alla retribuzione comprensiva dei soli elementi integrabili della retribuzione e cioè degli elementi retributivi assoggettati a contribuzione corrisposti con carattere di continuità e non collegati alla effettiva presenza al lavoro, cioè alla retribuzione presa a base per il calcolo dell'indennità di mobilità.

La retribuzione figurativa così determinata resta invariata per l'intero periodo di mobilità; tale retribuzione deve essere rivalutata in sede di calcolo della pensione; per la copertura figurativa della settimana di carenza si rinvia alle istruzioni contenute nel messaggio n. 244 del 26 settembre 2001 e del messaggio n. 38 del 21.6.2002.

### Assegno per il nucleo familiare
L'articolo 7, comma 10, della legge n. 223/1991, stabilisce che per i periodi di percezione dell'indennità di mobilità spetta l'assegno per il nucleo familiare.
I lavoratori che ritengano di avere i requisiti previsti dalle vigenti disposizioni, debbono presentare specifica domanda alla Sede dell'INPS competente a definire la domanda di mobilità; tale domanda può essere presentata contestualmente alla presentazione del MOD. DS 21 o anche successivamente.

## Pagamento
L'indennità di mobilità viene erogata direttamente dall'INPS con periodicità mensile tramite assegno bancario ovvero con accredito su conto corrente bancario o postale.
Presso alcune Sedi dell'INPS si sta sperimentando la nuova procedura di pagamento delle prestazioni di disoccupazione e dell'indennità di mobilità, da estendere quanto prima a tutte le Sedi dell'INPS, per il tramite della Banca d'Italia, oltre che con bonifico, da accreditare sul conto corrente bancario o postale, anche presso gli sportelli di tutti gli Uffici postali.